# Ernesto Carricaburu
 (février 2025).
Si vous disposez d'ouvrages ou d'articles de référence ou si vous connaissez des sites web de qualité traitant du thème abordé ici, merci de compléter l'article en donnant les références utiles à sa vérifiabilité et en les liant à la section « Notes et références ».
En pratique : Quelles sources sont attendues ? Comment ajouter mes sources ?
Pour les articles homonymes, voir Carricaburu.
Ernesto Carricaburu est un ancien pilote automobile cubain.

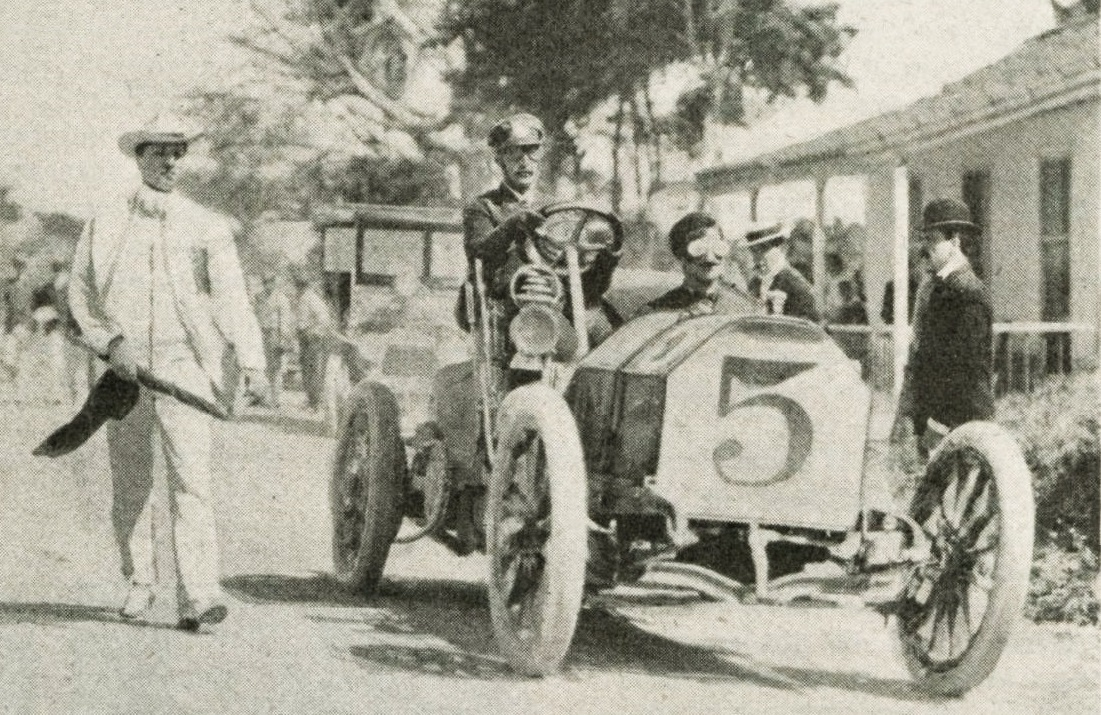
Ernesto Carricaburu, vainqueur des 100 miles de Cuba 1905 sur Mercedes 90 hp (au départ).

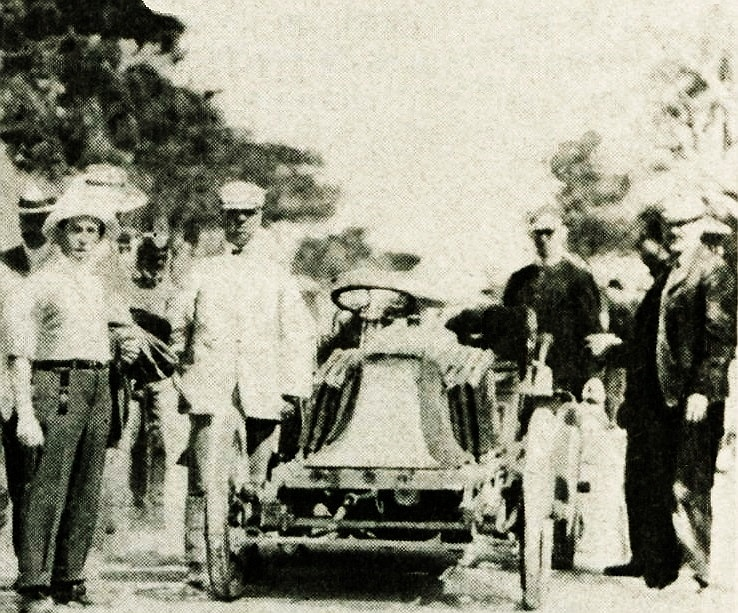
Joe Tracy, deuxième des 100 miles de Cuba 1905, sur Renault AK 40 hp (au départ).

## Biographie
En 1905, il remporte le premier Grand Prix automobile organisé à Cuba (appelé la Course cubaine), sur Mercedes. Il s'agit de la deuxième course dans l'île, la première ayant eu lieu en juillet 1903 grâce au garagiste Honoré Lainé, pour fêter la fondation du Havana Automobile Club dont il était membre et présidé alors par  Enrique J. Conill, propriétaire également d'une Mercedes 90HP (vainqueur Dámaso Lainé frère du garagiste, sur une Darracq française).
La Course cubaine est établie à la mi-février 1905 à la suite de l'affiliation du Havana Automobile Club à l'International Association of Automobile Racing. Appelée Arroya Arenas-San Cristobel-Arroya Arenas, elle se dispute sur un aller-retour La Havanne-San Cristóbal, et elle est déjà internationale. Carricaburu gagne avec la Mercedes 90HP de Conill et son mécanicien embarqué Oscar Martinez, en établissant au passage un record mondial de vitesse à 85.3 km/h sur 100 miles, après près de deux heures de course (en notant la participation de la Renault 40HP deuxième du Paris-Madrid, ici encore dauphine entre les mains de Joe Tracy). Il reçoit des mains du premier président de la république de Cuba Tomás Estrada Palma la Habana, dont il deviendra le chauffeur personnel, une coupe en or et en argent. 
En septembre 1911, Carricaburu parcourt les 108 kilomètres séparant La Havane de Matanzas en seulement 1 heure et 12 minutes.
Ernesto Carricaburu crée et dirige en 1914 la première compagnie de taxis de La Havane, avec dix voitures Ford modèle T (ayant pu prendre un premier contact avec Henry Ford en 1906, alors que ce dernier vint personnellement dans l'île pour assister à la seconde course cubaine). Ces dix conduites intérieures représentent alors le plus gros contingent de voitures jamais importées dans l'île. Carricaburu les a commandées auprès de la récente agence Ford locale, Shameway & Ross., société fondée par Lauwrence Ross, l'un des premiers gros vendeurs urbains d'automobiles.